# آژانس بهداشت دفاعی
آژانس بهداشت دفاعی (انگلیسی: Defense Health Agency) یک آژانس پشتیبانی رزمی مشترک و یکپارچه در وزارت دفاع ایالات متحده آمریکا است که خدمات پزشکی را به نیروی زمینی ایالات متحده، نیروی دریایی ایالات متحده و نیروی هوایی ایالات متحده ارائه می‌کند و نیروهای مسلح را قادر می‌سازد تا نیروهایی از نظر پزشکی آماده را در زمان صلح و جنگ به فرماندهی‌های رزمی ارائه دهند. آژانس بهداشت دفاعی مسئول ادغام عملیات بالینی و تجاری در سراسر سیستم بهداشت نظامی ایالات متحده آمریکا است و ارائه مراقبت‌های بهداشتی یکپارچه و با قیمت مناسب را تأمین می‌کند.
نیروی کار جهانی آژانس بهداشت دفاعی متشکل از تقریباً ۱۴۰ هزار پرسنل غیرنظامی و نظامی است، که خدمات پزشکی را به ذینفعان و وابستگان آنها ارائه می‌دهد.